# イナフ・ズナフ
イナフ・ズナフ（Enuff Z'nuff）は、アメリカ合衆国イリノイ州でドニー・ヴィーとチップ・ズナフを中心に結成されたロック・バンド。チープ・トリックやビートルズ等から影響を受けたパワー・ポップを指向しており、1989年にメジャー・デビュー。

## 来歴

### 結成〜1993年
1984年、シカゴの近郊にあるブルー・アイランドで結成された。当時のバンド名は"Enough Z'Nuff"で、オリジナル・メンバーはドニー・ヴィー（ボーカル）、チップ・ズナフ（ベース）、ジーノ・マルティーノ（ギター）、B.W. ボウスキー（ドラムス）の4人。このラインナップで制作されたデモ音源は、後にアルバム『1985』としてリリースされることになる。その後、メンバー・チェンジを経てデレク・フリーゴ（ギター）とヴィック・フォックス（ドラムス）が加入し、1989年にアトコ・レコードからメジャー・デビュー・アルバム『イナフ・ズナフ』を発表。同作は全米74位に達し、「ニュー・シング」（全米67位）や「フライ・ハイ・ミッシェル」（全米47位）といったシングル・ヒットも生んだ。ただし、彼らはいわゆる「ヘア・メタル」の一派と同類に見られがちとなり、バンド本来の持ち味であるパワー・ポップ的な音楽性は見過ごされることとなった。
次作『ストレングス』（1991年）は全米143位に達し、収録曲「タイム・トゥ・レット・ユー・ゴー」は、ワイルドハーツ「アンセム」（1997年、シングル）やポール・ギルバート『ポール・ザ・ヤング・デュード〜ベスト・オブ・ポール・ギルバート+ギルバート・ホテル』（2003年）でカヴァーされた。しかし、その後バンドはアトコとの契約を失う。
バンドはアリスタ・レコードへ移籍して『アニマルズ・ウィズ・ヒューマン・インテリジェンス』（1993年）を発表。収録曲「ライト・バイ・ユア・サイド」は、ノルウェーのガール・ポップ・バンド、チューズデイ・ガールズのデビュー・アルバム『彼女はtuesday girl』（1995年）でカヴァーされた。しかし、アルバム制作後にはヴィック・フォックスがヴィンス・ニールに引き抜かれたため脱退し、後任ドラマーとしてリッキー・ペアレントが加入する。同アルバムは日本のオリコンでは49位を記録するが、本国アメリカではチャート・インを果たせず、バンドはアリスタとの契約を失う。更に、かねてからドラッグの問題を抱えていたデレク・フリーゴも脱退。

### 1994年〜
残されたドニー・ヴィーとチップ・ズナフの2人は、チップ&ドニー名義のアルバム『ブラザーズ』（1994年）を、日本のアポロンから発表。同作は、本国アメリカではしばらく発表されなかったが、1997年にはボーナス・トラックを追加して、イナフ・ズナフ名義のアルバム『Seven』としてアメリカ発売された。また、イナフ・ズナフのメジャー・デビュー前の音源を収録した『1985』（1994年）も発表。
バンド自体も、オリジナル・ギタリストのジーノ・マルティーノが復帰してインディーズで活動を再開。ほどなく、ジーノに代わる新ギタリストとしてモナコが加入。この頃、ドニー・ヴィーとスティーヴ・スティーヴンスの共作による楽曲「SWEET MOTION」が、松井五郎により日本語詞を与えられて氷室京介のアルバム『I・DE・A』（1997年）に収録された。
アルバム『パラフェルネイリア』は1998年に日本で先行発売され、オリコン86位に達した。同作にはリック・ニールセン（チープ・トリック）とジェイムス・ヤング（スティクス）がゲスト参加した。1998年9月には、初の日本公演を行う。
2002年、ドニー・ヴィーはツアーへの不参加を表明し、ソロ活動を開始する。2004年にはドニーとチップの関係も修復され、メジャー・デビュー当時の4人が再び集まったアルバム『?』を発表するが、同作リリースを前にした2004年5月28日、デレク・フリーゴが急逝した。その後、ジェイク・E・リーの加入も噂されるが、ジェイクはアルバム『ディソナンス』（2009年）のレコーディングに参加するのみにとどまり、バンドはトリー・シュトフレーゲン（ギター）とランディ・スコット（ドラム）の2人を加えてツアーを行う。

## ディスコグラフィ

### スタジオ・アルバム
- イナフ・ズナフ - Enuff Z'Nuff（1989年）
- ストレングス - Strength（1991年）
- アニマルズ・ウィズ・ヒューマン・インテリジェンス - Animals With Human Intelligence（1993年）
- トゥイークト - Tweaked（1994年）
- Seven（1997年）
  - 日本では1994年にチップ&ドニー名義の『ブラザーズ』として発表された
- パラフェルネイリア - Paraphernalia（1998年）
- 10 - 10（2000年）
- ウェルカム・トゥ・ブルー・アイランド - Welcome To Blue Island（2002年）
- ? - ?（2004年）
- ディソナンス - Dissonance（2009年）
- ダイアモンド・ボーイ - Diamond Boy（2018年）

### ライヴ・アルバム
- ライヴ・ズナフ - Live（1998年）
- ライヴ・アンド・ピース2009〜20thアニヴァーサリー・ライヴ・アット・クラブチッタ - Live and peace 2009 - 20th Anniversary Live at Club Citta'（2009年）

### コンピレーション・アルバム
- 1985 - 1985（1994年）
- ピーチ・ファズ - Peach Fuzz（1996年）
- フェイヴァリッツ〜ベスト・オブ・イナフ・ズナフ - Favorites (Greatest Hits)（2003年）
- グレイテスト・ヒッツ - Greatest Hits（2009年）
- Covered in Gold（2014年）
- クラウンズ・ラウンジ - Clowns Lounge（2016年）